# Bundesbüdchen

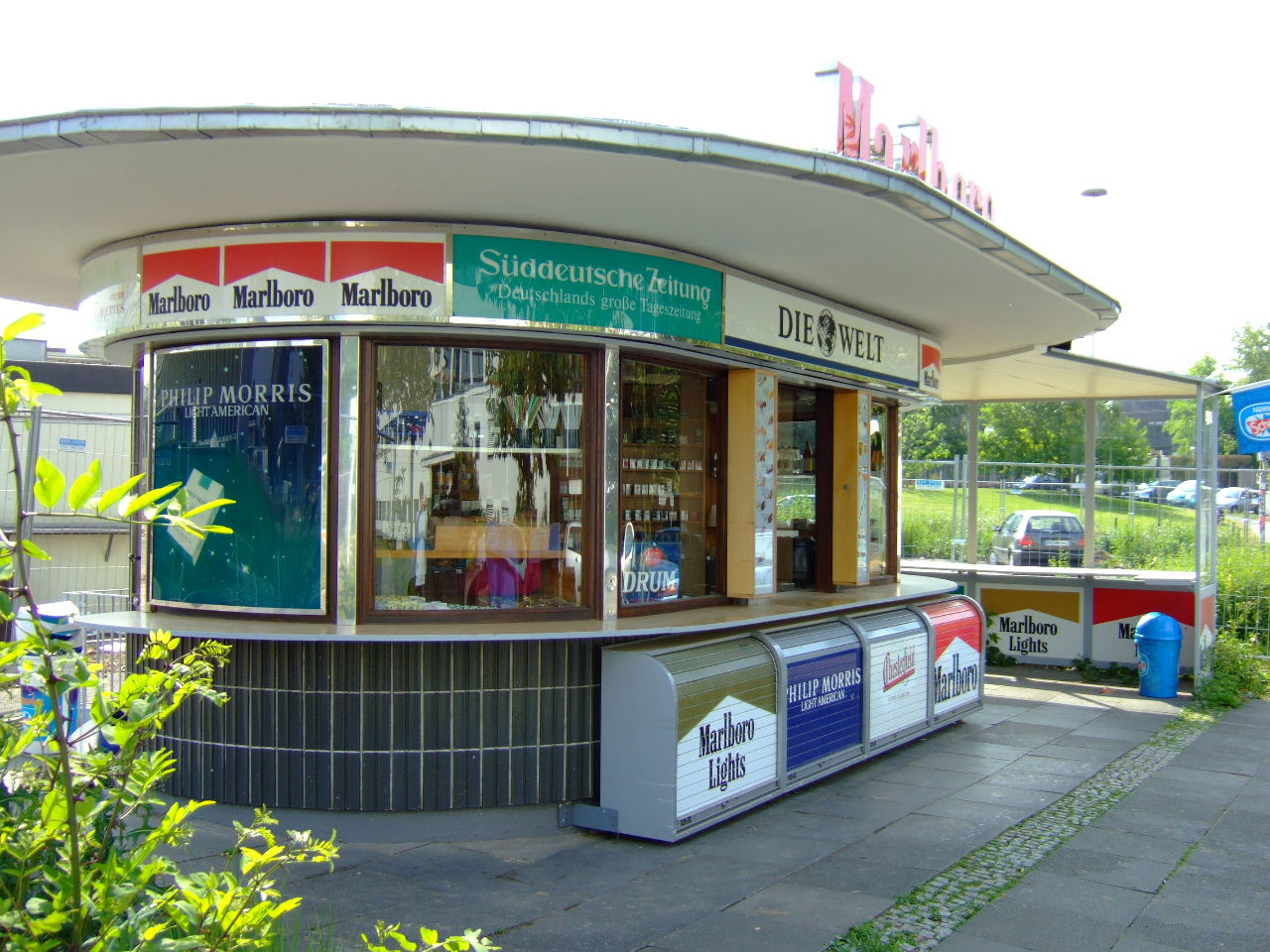
Das denkmalgeschützte „Bundesbüdchen“ vor seiner Verlegung (Juni 2006)

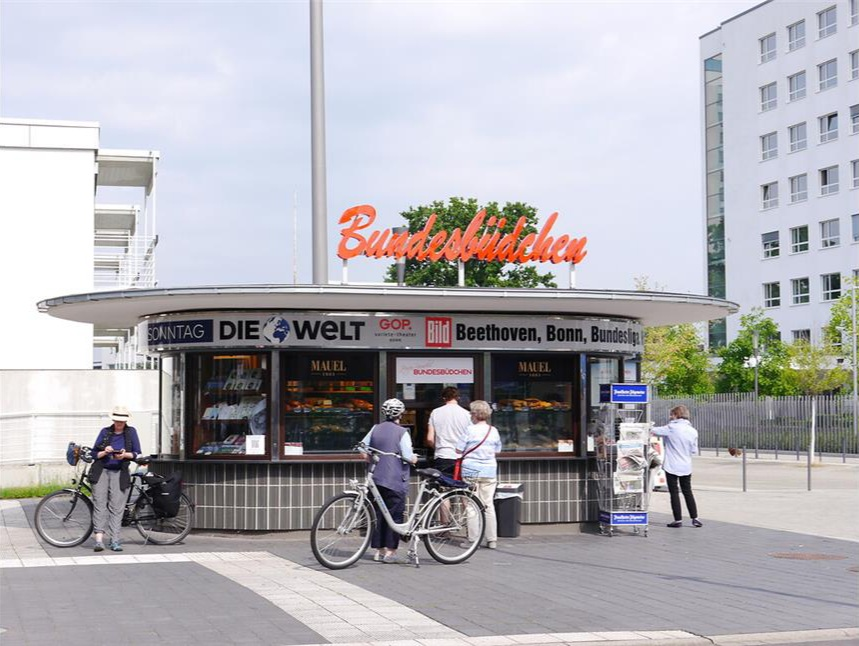
Der Kiosk nach seiner Wiederaufstellung (2021)

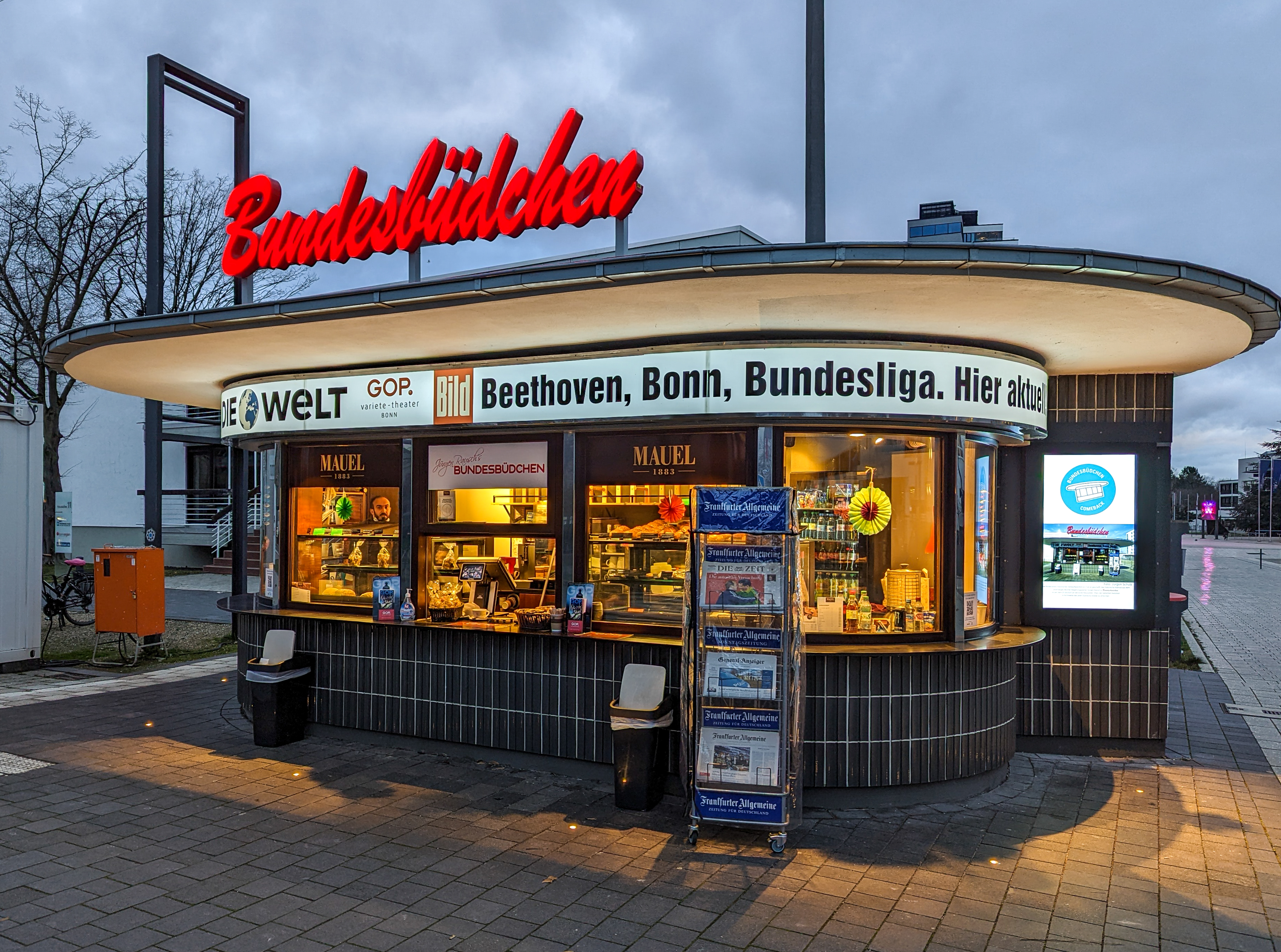
Der Kiosk an seinem neuen Ort (2022)

Das sogenannte Bundesbüdchen ist ein als Baudenkmal unter Denkmalschutz stehender ovaler Kiosk, der sich im ehemaligen Regierungs- und heutigen Bundesviertel in Bonn befindet. Ab 1957 stand der Kiosk zwischen damaligem Bundeskanzleramt, Bundesrat und Bundestag. Er musste 2006 abgebaut werden und wurde im Mai 2020 nahe dem ursprünglichen Standort an der Ecke Heussallee/Platz der Vereinten Nationen wiederaufgestellt.

## Geschichte
Nach der Etablierung des Bereichs zwischen Bundeshaus (Sitz von Bundestag und Bundesrat) und Palais Schaumburg (Sitz des Bundeskanzleramts) ab 1949 als Parlaments- und Regierungsviertel und der hiermit verbundenen, wachsenden Zahl der dort Beschäftigten entstand 1957 an der damaligen Görresstraße (heute Platz der Vereinten Nationen; (Lage)) ein Verkaufspavillon. Der Kiosk wurde bis 2006 ohne Unterbrechung von der Familie Rausch in zweiter Generation betrieben. Zu den Stammkunden zählten zahlreiche Spitzenpolitiker, Abgeordnete und Journalisten aus der ganzen Welt. Friedrich Nowottny verkaufte 1981 nach einer verlorenen „Wetten, dass..?“-Wette Würstchen im Bundesbüdchen für einen guten Zweck, eines davon an Loki Schmidt, Frau des damaligen Bundeskanzlers Helmut Schmidt. Am Büdchen aßen ebenfalls Herbert Wehner und Franz Josef Strauß Würstchen, Helmut Kohl ließ seinen Fahrer Brötchen besorgen und Joschka Fischer kaufte Asterix-Hefte.
Im Oktober 2006 musste das Bundesbüdchen dem geplanten neuen World Conference Center Bonn (WCCB) des US-amerikanischen Investors SMI Hyundai weichen. Es wurde komplett auf einen Tieflader verladen und nach Hersel transportiert. Dort war es in einem Bauhof eingelagert. Der Standort der späteren Wiederaufstellung war Gegenstand einer regen Diskussion; in Betracht gezogen wurden das Haus der Geschichte oder ein Ort in der Nähe des Originalstandortes. 2013 teilte die Stadt Bonn mit, der Kiosk solle am WCCB in der Nähe des Ursprungsstandorts wiederaufgestellt werden. Die Aufstellung sollte nach Abschluss einer Sanierung der Innen- und Außenwände bis April 2014 erfolgen, zugleich ginge der Kiosk aus dem Besitz des Betreibers in den der Stadt über.
Dieser Plan wurde jedoch nicht eingehalten und das Bundesbüdchen vorerst nicht wiedererrichtet. Es sollte nach zeitweiligen Planungen an der Stelle aufgestellt werden, wo Jürgen Rausch seit damals acht Jahren übergangsweise in einem Holzhaus bewirtete. Am 22. Dezember 2013 überreichten Vertreter der Deutschen Stiftung Denkmalschutz Jürgen Rausch den Vertrag, der eine Förderung von 60.000 Euro zusagt.
Am 4. September 2015 wurde der „Förderverein Historischer Verkaufspavillon Görresstraße e. V. Bonn“ gegründet, der den gemeinnützigen Zweck verfolgte, das Bundesbüdchen noch 2016 wieder aufzustellen, es zu sanieren und zu betreiben.

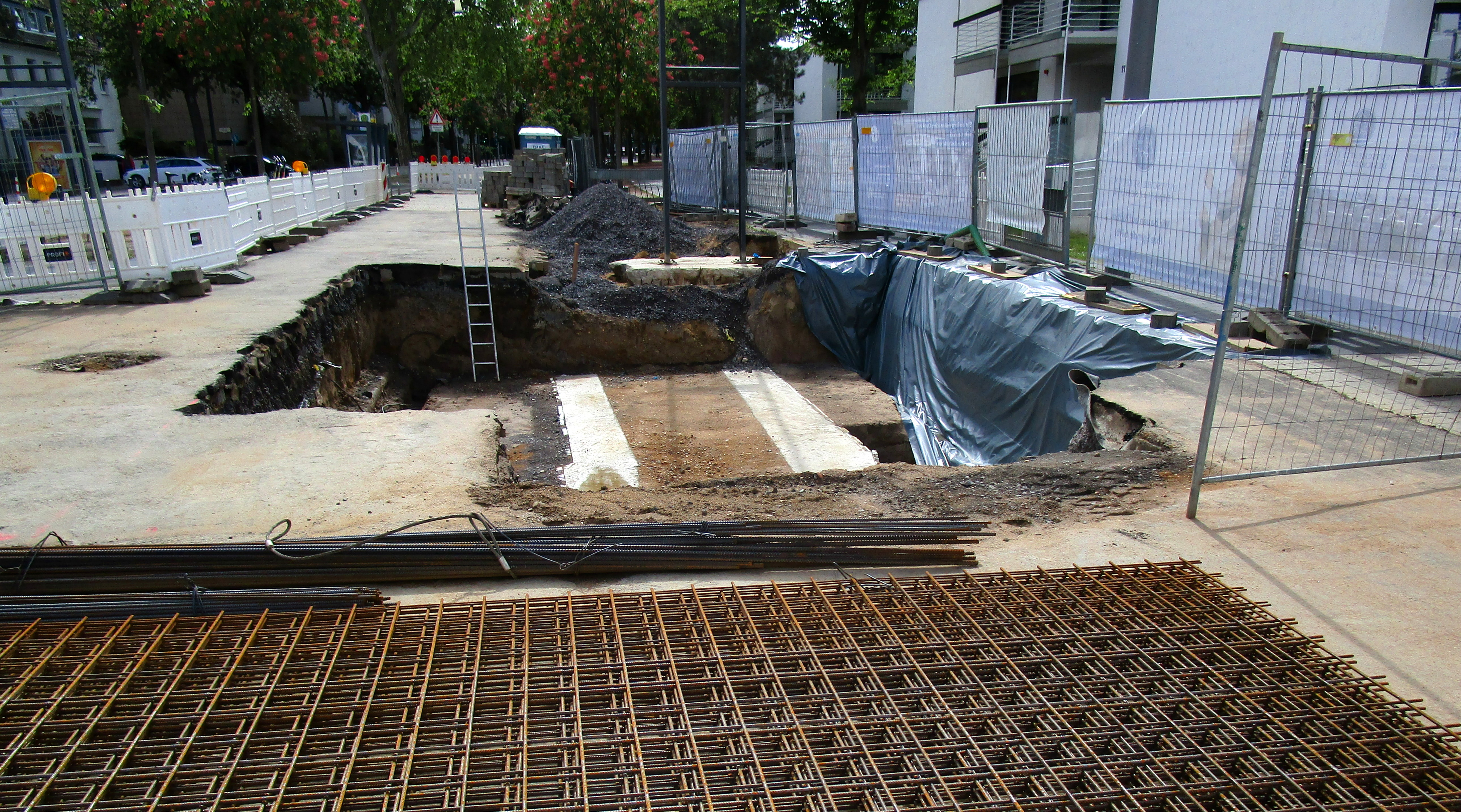
Vorarbeiten zur Wiederaufstellung des Bundesbüdchens (Mai 2020)

Im Februar 2018 bewilligte die Bezirksregierung Köln dem Förderverein eine Förderung über 135.000 Euro für den Wiederaufbau des Verkaufspavillons, die Baugenehmigung wurde am 26. April 2018 erteilt. Am 17. Mai 2020 wurde der Kiosk an der Ecke Heussallee / Platz der Vereinten Nationen (Adresse: Heussallee 13) aufgestellt. Der Bau verzögerte sich um mehr als ein Jahr, da sich die Kosten für die Herrichtung des Grundstücks, die zur Hälfte von der Stadt Bonn und zur anderen Hälfte von der NRW-Stiftung gezahlt werden sollten, erheblich vergrößert hatten. Die Wiedereröffnung erfolgte nach Beendigung der Sanierung des Pavillons am 21. August 2020.
2025 eröffnete ein gleichnamiges Restaurant in Berlin-Mitte, dessen Inneneinrichtung Elemente des Pavillons enthält.

## Architektur
Das unterkellerte Gebäude erhebt sich eingeschossig auf einem längsovalen Grundriss. Über dem gekachelten Brüstungsgesims umschließt den Bau ein hohes umlaufendes Fensterband mit zum Teil konvexer Verglasung. Die vorkragende umlaufende Fensterbank fungiert gleichzeitig als Theke. Ein weit ausschwingendes, der Bauform folgendes Flachdach schließt den Pavillon ab. Die geschwungene Architektur mit ihrer starken Durchfensterung und der leichten Bedachung vereint viele Stilmerkmale der 1950er Jahre und ist zugleich ein typisches Gebäude einer Zeit, in der solche Bauten als Zeitungskioske oder Erfrischungs- und Trinkhallen eine neue Blüte erfuhren. Das Rheinische Amt für Denkmalpflege bezeichnete den Kiosk in einem Gutachten als „charakteristisches Merkmal für die Vielfalt und Gegensätzlichkeit der Bebauung im Regierungsviertel und Ausdruck des ‚Provisoriums‘“.
Neben seiner architekturgeschichtlichen Bedeutung als Zeugnis einer zeittypischen Kleinarchitekturgattung besitzt der Pavillon auch als einstiger Treff- und Kommunikationspunkt der Parlamentsbediensteten eine besondere lokalhistorische Bedeutung.
Zur Wiedereröffnung sollte der Kiosk nahezu in den Originalzustand versetzt, lediglich die Tabakwerbung entfernt werden.

„In keinem Regierungsviertel der Welt gibt es einen solchen unprätentiösen Ort für die spontane Kommunikation ohne Tagesordnung wie damals in Bonn.“